# LAM 모잠비크 항공
LAM 모잠비크 항공(영어: LAM Mozambique Airlines)은 마푸투에 본사를 두고 있는 항공사로 허브 공항은 마푸투 국제공항이 있다.

## 역사
1936년 8월 당시 포르투갈 모잠비크 식민정부 철도 항구 항공국(포르투갈어: Divisão dos Serviços de Portos, Caminhos de Ferro e Transportes) 산하로 DETA(포르투갈어: Direcção de Exploração de Transportes Aéreos 항공교통관리처[*])로 설립되었다. 1937년 12월 첫 운항을 시작하였다. 부패 혐의를 받게 된 DETA는 구조조정을 실시하여 1980년 11월 회사 이름을 LAM(포르투갈어: Linhas Aereas de Mozambique)으로 변경 후 설립했다. 1998년 유한 회사로 전환하면서 현재의 사명으로 변경했다. 모잠비크 정부가 회사 지분의 80%를 보유하고 있으며, 나머지 20%는 직원이 소유하고 있다. 영국의 항공업계 전문 리서치 기관인 스카이트랙스(영어: Skytrax)에 의해 3성급 항공사란 평가를 받았으나 EU 역내 취항 금지 항공 회사 목록에 들면서 이 항공사를 비롯해 모잠비크 국적의 항공사가 유럽 취항이 금지되었다.

## 운항 노선
- 2012년 7월 기준으로 LAM 모잠비크 항공은 다음과 같은 노선을 운항하고 있다.

### 코드쉐어 협정
- LAM 모잠비크 항공은 다음과 같은 항공사에 코드쉐어 협정을 체결하고 있다.[2][3]

- TAP 포르투갈 항공 (스타 얼라이언스 회원)
- 에티오피아 항공 (스타 얼라이언스 회원)
- 케냐 항공 (스카이팀 회원)

## 보유 기종
- 2012년 7월 기준으로 LAM 모잠비크 항공은 다음과 같은 기종을 보유하고 있으며 평균 기령은 14.5년이다.

## 사건 및 사고
2013년 11월 29일, 모잠비크의 마푸투 국제공항에서 앙골라 콰트로 데 피버 레이로 국제공항으로 가던 LAM 모잠비크 항공 470편이 브와브와타 국립공원에 추락했다.